# KEO Racing
KEO Racing est une écurie danoise de sport automobile, fondée en 2004. 

## Palmarès

### European Le Mans Series
| Année | Classe | no | Châssis      | Moteur                              | 1   | 2   | 3   | 4   | 5   | 6   | Points | Classement |
| ----- | ------ | -- | ------------ | ----------------------------------- | --- | --- | --- | --- | --- | --- | ------ | ---------- |
| 2020  | LMP2   |    | Dallara P217 | Gibson GK428 4,2 l V8 atmosphérique | BAR | MON | LEC | SIL | SPA | ALG |        |            |

## Pilotes
- Scott Andrews
- Joakim Frid
- Ludwig Ghidi
- Johan Jokinen
- Ronnie Lundströmer
- Michael Markussen
- Yoshiharu Mori
- Dear Schilling
- Sandy Stuvik